# A Grande Guerra
A Grande Guerra (título original La grande guerra) é um filme italiano de Mario Monicelli, estreou em 1959.